# Uông Siêu Quần
Uông Siêu Quần (tiếng Trung: 汪超群; sinh tháng 11 năm 1942) là Trung tướng Không quân Quân Giải phóng Nhân dân Trung Quốc (PLAAF). Ông từng giữ chức vụ Phó Tư lệnh Không quân Quân Giải phóng Nhân dân Trung Quốc và Tư lệnh Không quân trực thuộc Quân khu Thành Đô.

## Thân thế và binh nghiệp
Uông Siêu Quần sinh tháng 11 năm 1942 tại Gia Định, Thượng Hải. Ông gia nhập Không quân Quân Giải phóng Nhân dân Trung Quốc (PLAAF) tháng 7 năm 1959 và được đào tạo chuyên ngành phi công tại Trường Hàng không 5 Không quân (PLAAF). Sau đó ông cũng tốt nghiệp Đại học Quốc phòng Trung Quốc. Tháng 1 năm 1964, ông gia nhập Đảng Cộng sản Trung Quốc. Uông Siêu Quần trưởng thành từ phi công thuộc Lực lượng hàng không Không quân Trung Quốc, kinh qua các chức vụ Trung đội trưởng, Phó đại đội trưởng, Đại đội trưởng, Phó trung đoàn trưởng, Trung đoàn trưởng, Phó sư đoàn trưởng và Sư đoàn trưởng.
Tháng 9 năm 1988, Uông Siêu Quần được phong quân hàm Đại tá Không quân. Tháng 6 năm 1990, Uông Siêu Quần giữ chức Tham mưu trưởng Quân đoàn 7 Không quân. Tháng 10 năm 1992, ông được điều động làm Tham mưu trưởng Không quân thuộc Quân khu Bắc Kinh. Tháng 7 năm 1993, Uông Siêu Quần được phong quân hàm Thiếu tướng Không quân. Tháng 12 năm 1995, ông được thăng chức Phó Tư lệnh Không quân thuộc Quân khu Bắc Kinh, Ủy viên Thường vụ Đảng ủy Không quân Quân khu Bắc Kinh.
Tháng 12 năm 2000, Uông Siêu Quần được bổ nhiệm giữ chức vụ Phó Tư lệnh Quân khu Thành Đô kiêm Tư lệnh Không quân trực thuộc Quân khu Thành Đô, Ủy viên Thường vụ Đảng ủy Quân khu, Phó bí thư Đảng ủy Không quân thuộc Quân khu Thành Đô. Tháng 7 năm 2001, ông được thăng quân hàm Trung tướng Không quân.
Năm 2003, Uông Siêu Quần được bầu làm Đại biểu Nhân đại toàn quốc (Quốc hội Trung Quốc) khóa X, nhiệm kỳ 2003—2008.
Tháng 7 năm 2003, Uông Siêu Quần được bổ nhiệm giữ chức Phó Tư lệnh Không quân Quân Giải phóng Nhân dân Trung Quốc, Ủy viên Thường vụ Đảng ủy Không quân Trung Quốc (PLAAF). Tháng 12 năm 2005, ông được miễn nhiệm chức vụ Phó Tư lệnh Không quân, nghỉ công tác trong quân đội.
Năm 2008, Uông Siêu Quần được bầu tái đắc cử Đại biểu Quốc hội Trung Quốc khóa XI, nhiệm kỳ 2008—2013.